# Királyházai Nyalábvár
A királyházai Nyalábvár Kárpátalja legrégibb várai közé tartozik. A 13. század végén épült, és már akkor Nyalábvárnak említik a korabeli okmányok. Királyházáról az első említés egy 1262-ből származó okmányban található, „Kyralhaza” formában, amely a magyar király méltóságnevének és a birtokos személyraggal ellátott ház, „épület” főnévnek az összetétele. Azzal a királyi házzal kapcsolatos, amely a település mellett emelkedő dombon állt, és már a 13. században az Ugocsa vármegye területén kialakult királyi erdőuralom központja volt.

## Története
Az 1272–1325 között épült vár a Tisza völgyét ellenőrizte. Nyalábvár néven 1315-től szerepel a levéltári okmányokban.
1378-ban a vár és a környékbeli birtokok a Drágffy család tulajdonába jutottak, amely annyira gazdag volt, hogy még magának Zsigmond magyar királynak is kölcsönt nyújthatott. 1405-ben Zsigmond a várat és a környékbeli falvakat a Perényi családnak adományozta. Királyháza jobbágyai 1514-ben tevékeny részt vettek Dózsa György-féle parasztfelkelésben, ostrom alá vették a Nyalábvárat, de elfoglalni nem tudták.
Az 1530-as évek elején Perényiné Frangepán Katalin fia nevelőjének meghívta a Nyalábvárba Komjáti Benedek pozsonyi kanonokot, aki itt fordította magyar nyelvre Pál apostol leveleit, melyeket 1533-ban egy krakkói nyomda adott ki Epistolae Pauli lingua hungarica donatae. Az zenth Paal leueley magyar nyeluen címen. Ez volt az első nyomtatásban megjelent magyar nyelvű szövege Pál apostol leveleinek.
Később a Nyalábvár falai között alkotott Ilosvai Selymes Péter lantos, énekszerző, aki az énekes epika szinte minden változatát művelte.
1661-ben tatárok dúlták fel Királyházát, a várat elfoglalni azonban nem tudták. Bosszúból egy hónapon át fosztogatták a települést, majd Erdély felé vonultak vissza, rengeteg rabot hajtva maguk előtt.
Az I. Ferdinánd és Szapolyai János közötti versengés idején a Nyalábvár Szapolyai birtokába jutott, de halála után a császáriak elfoglalták azt özvegyétől, Izabellától. Báthory István visszafoglalta a várat, később az a Bethlen, majd a Rákóczi-család birtokába jutott. A Wesselényi-összeesküvés leleplezése után I. Lipót császár parancsára a várat 1672-ben lerombolták. Többé nem épült fel.